# Nationalliga A (Handball) 2002/03
Die Spielzeit 2002/03 war die 54. reguläre Spielzeit der Schweizer Nationalliga A im Handball der Männer.

## Modus
Gespielt wurde von den 8 Teams eine Vierfachrunde zu je 28 Spielen.
Nach der Hauptrunde spielten die Mannschaften auf den Rängen 1 bis 4 die Playoffs (1. gegen 4., 2. gegen 3.). Der Sieger der Playoffs wurde Schweizer Meister.
Die Mannschaft auf dem 7. Rang spielte eine Auf-/Abstiegsrunde mit den ersten zwei der Nationalliga B.
Die Mannschaft auf dem 8. Rang stieg direkt in die NLB ab.

## Hauptrunde

### Rangliste
| Pl. |  | Verein                        | Sp. | S  | U | N  | Tore      | Diff. | Punkte  |
| --- |  | ----------------------------- | --- | -- | - | -- | --------- | ----- | ------- |
| 1.  |  | Wacker Thun (C)               | 28  | 22 | 2 | 4  | 0901:7100 | +191  | 046:100 |
| 2.  |  | Pfadi Winterthur (M)          | 28  | 17 | 4 | 7  | 0896:7740 | +122  | 038:180 |
| 3.  |  | Kadetten Schaffhausen         | 28  | 18 | 0 | 10 | 0859:7450 | +114  | 036:200 |
| 4.  |  | TSV St. Otmar St. Gallen (SC) | 28  | 17 | 1 | 10 | 0860:7810 | +79   | 035:210 |
| 5.  |  | Grasshopper Club Zürich       | 28  | 16 | 2 | 10 | 0833:7130 | +120  | 034:220 |
| 6.  |  | TV Suhr                       | 28  | 13 | 0 | 15 | 0741:7540 | −13   | 026:300 |
| 7.  |  | TV Endingen                   | 28  | 4  | 1 | 23 | 0718:8550 | −137  | 09:470  |
| 8.  |  | TV Zofingen                   | 28  | 0  | 0 | 28 | 0547:1023 | −476  | 00:560  |

Stand: 19. Oktober 2017
Zum Hauptrundenende 2002/03:
 Saison beendet
Zum Saisonende 2001/02:

(M) – Schweizer Meister 2001/02: Pfadi Winterthur

(C) – Cup-Sieger 2001/02: Wacker Thun

(SC) – SuperCup-Sieger 2001/02: TSV St. Otmar St. Gallen

kein Aufsteiger aus der Nationalliga B 2001/02

### Torschützenliste
| Pl. | Spieler         | Tore | Schnitt | Mannschaft              |
| --- | --------------- | ---- | ------- | ----------------------- |
| 01. | Martin Friedli  | 236  | 7,2     | Wacker Thun             |
| 02. | Cho Chi-hyo     | 201  | 7,2     | Pfadi Winterthur        |
| 03. | Won Chul Paek   | 175  | 8,3     | Pfadi Winterthur        |
| 04. | Jovan Kovačević | 172  | 6,1     | Grasshopper Club Zürich |
| 05. | Tamás Mocsai    | 169  | 6,0     | TV Suhr                 |
| 06. | Pascal Kaufmann | 168  | 6,0     | TV Zofingen             |
| 07. | Szymon Szczucki | 162  | 5,8     | Kadetten Schaffhausen   |
| 08. | Manuel Liniger  | 154  | 4,7     | Pfadi Winterthur        |
| 09. | Thomas Gautschi | 151  | 4,6     | Pfadi Winterthur        |
| 10. | Edin Basic      | 151  | 6,9     | TV Endingen             |

### Zuschauertabelle
|                      | Verein                   | Zuschauer | pro Spiel |
| -------------------- | ------------------------ | --------- | --------- |
| 1.                   | TSV St. Otmar St. Gallen | 26'550    | 1'770     |
| 2.                   | Wacker Thun              | 17'470    | 1'027     |
| 3.                   | Pfadi Winterthur         | 14'850    | 0'928     |
| 4.                   | Kadetten Schaffhausen    | 13'592    | 0'906     |
| 5.                   | TV Suhr                  | 09'550    | 0'682     |
| 6.                   | Grasshopper Club Zürich  | 08'850    | 0'632     |
| 7.                   | TV Endingen              | 06'098    | 0'435     |
| 8.                   | TV Zofingen              | 03'600    | 0'257     |
| Gesamt               | Gesamt                   | 100'560   | 0'845     |
| Stand: 29. Juli 2017 |                          |           |           |

## Auf-/Abstiegsrunde
| Pl. |  | Verein         | Sp. | S | U | N | Tore      | Diff. | Punkte |
| --- |  | -------------- | --- | - | - | - | --------- | ----- | ------ |
| 1.  |  | BSV Bern       | 4   | 3 | 0 | 1 | 0118:1150 | +3    | 06:20  |
| 2.  |  | RTV 1879 Basel | 4   | 2 | 1 | 1 | 0125:1190 | +6    | 05:30  |
| 3.  |  | TV Endingen    | 4   | 0 | 1 | 3 | 0111:1200 | −9    | 01:70  |

Stand: 19. Oktober 2017
Zum Auf-/Abstiegsrundenende 2002/03:

 Qualifiziert für die NLA in der Saison 2003/04

## Playoffs
Playoff-Baum

|  | Halbfinal | Halbfinal                | Halbfinal |  |  | Final | Final            | Final |
|  |           |                          |           |  |  |       |                  |       |
|  |           |                          |           |  |  |       |                  |       |
|  | 1         | Wacker Thun              | 2         |  |  |       |                  |       |
|  | 4         | TSV St. Otmar St. Gallen | 0         |  |  |       |                  |       |
|  |           |                          |           |  |  | 1     | Wacker Thun      | 1     |
|  |           |                          |           |  |  | 2     | Pfadi Winterthur | 2     |
|  | 2         | Pfadi Winterthur         | 2         |  |  |       |                  |       |
|  | 3         | Kadetten Schaffhausen    | 0         |  |  |       |                  |       |
|  |           |                          |           |  |  |       |                  |       |

### Halbfinal
Modus war Best-of-Three
|                  |   |                          | Serie | 1     | 2     | 3 |
| ---------------- | - | ------------------------ | ----- | ----- | ----- | - |
| Wacker Thun      | – | TSV St. Otmar St. Gallen | 2:0   | 32:26 | 36:25 | – |
| Pfadi Winterthur | – | Kadetten Schaffhausen    | 2:0   | 27:22 | 27:24 | – |

### Final
Modus war Best-of-Three
|             |   |                  | Serie | 1     | 2     | 3     |
| ----------- | - | ---------------- | ----- | ----- | ----- | ----- |
| Wacker Thun | – | Pfadi Winterthur | 1:2   | 29:24 | 24:26 | 29:34 |